# Жакоте, Кристиана
Кристиа́на Жакоте́ (фр. Christiane Jaccottet, 18 мая 1937, Лозанна — 26 октября 1999, Рива, Швейцария) — швейцарская клавесинистка

.

## Биография
Из музыкальной семьи, начала учиться фортепиано в 4 года. Училась в Венской музыкальной академии. Совершенствовала своё искусство под руководством Г. Леонхардта.
С 1973 года преподавала в Женевской консерватории. Концертировала в Европе, США, Канаде, Австралии. Лауреат многочисленных премий. Наиболее известна исполнением сочинений Баха.
Среди её постоянных творческих партнеров были Артюр Грюмьо, Франк Мартен, Хайнц Холлигер, Орель Николе, Мишель Корбоз.
Она была замужем за Пьером Жакоте.